# تاريخ البريد في المغرب
تاريخ البريد في المغرب ترجع بدايته إلى المكاتب الأجنبية، ثم مكاتب البريد المحلية التي كانت في ملكية الخواص، والتي حفزت السلطات المغربية على إنشاء المصلحة الشريفة للبريد. وقد تأسست أول مصلحة لبريد المغرب تحت اسم «البريد المخزني» على يد السلطان المولى الحسن الأول بموجب ظهير 20 جمادى الأولى 1390 (الموافق لـ 22 نونبر 1892).

## البدايات
استخدم بريد المخزن في بدايته أختاماً تحمل حروفا عربية تعرف بأختام المخزن وتحمل اسم مكتب البريد ودعاء لطلب الحفظ من الله. وكانت رسائل الأفراد تحمل أختاما ثمانية الأضلاع فيما كان البريد الرسمي يحمل ختما دائرياً، وكان لكل مدينة خاتمھا الخاص. وقد توقف العمل بالأختام إبتداءاً من سنة 1912، وهو تاريخ إصدار أولى الطوابع البريدية المغربية.

### الإدارة الشريفة للبريد والتلغراف والتليفون

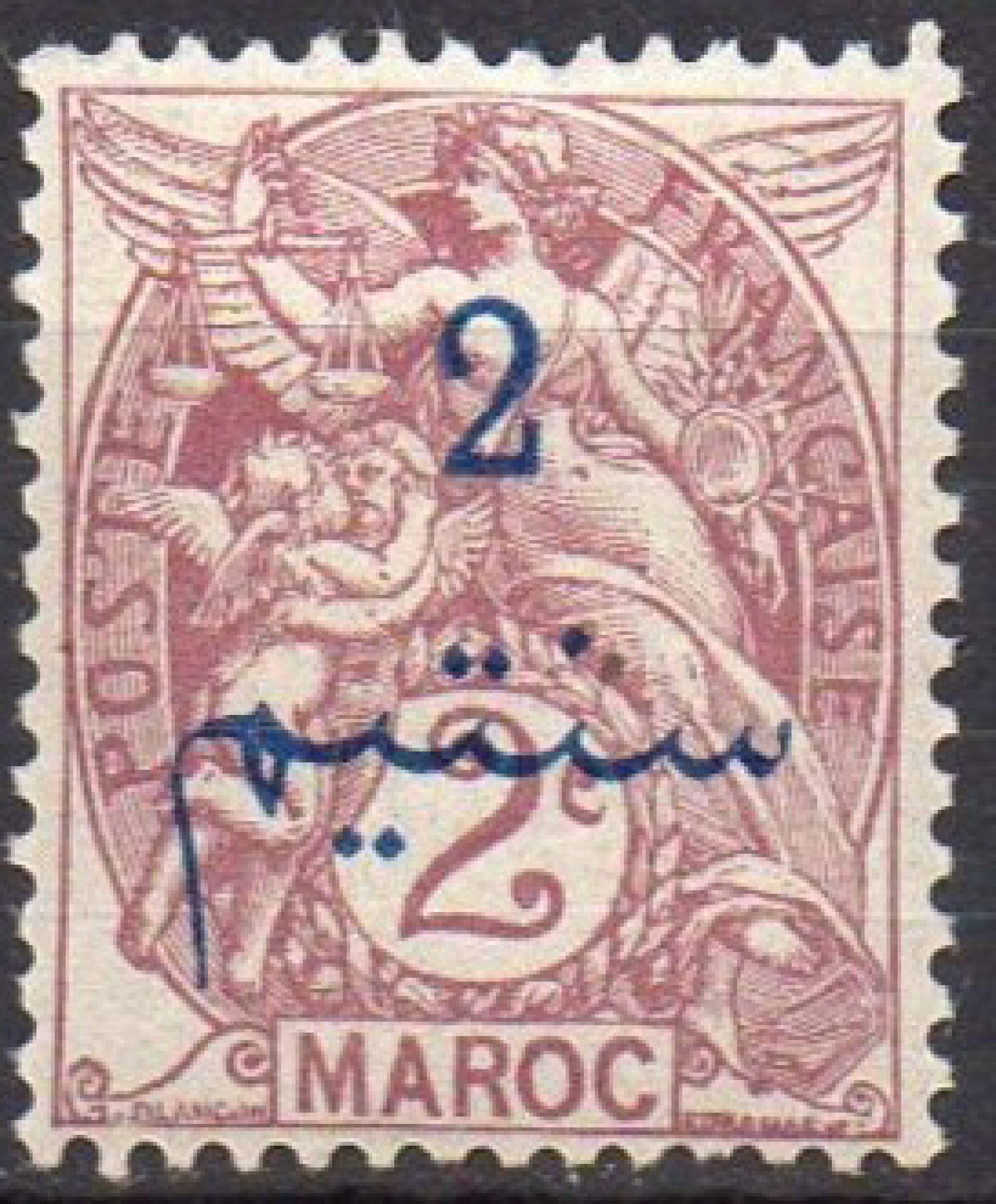
طابع بريدي يعود لسنة 1911 لمكتب البريد الفرنسي بالمغرب وهو مطبوع باللغة العربية

حاول الحسن الأول إدخال مجموعة من الإصلاحات الشاملة لجميع الميادين، ليضع حدا لتجاوزات الأجانب في خلق المكاتب البريدية وخاصة الخصوصية التي لم تكن تستند على أي أساس قانوني، لكن المحاولة باءت بالفشل وتم إفراغ الإصلاحات من محتواها بصفة عامة، بسبب الظروف السياسية والاجتماعية للمغرب في تلك الفترة، إذ لم يكن البريد المخزني مزدهرا، والسبب راجع حسب تقرير لنائب القنصل البريطاني إلى سوء تنظيمها، وكونها لم تكن تأخذ الرسائل الموجهة إلى الخارج، ولم تنضم إلى الاتحاد العالمي للبريد، ومن جهة أخرى لم تكن هناك طرق لاستخلاص الواجبات نقدا بدون طوابع لتساعد مصالح الخزينة العامة. وفي سنة 1911 كلف السلطان المولى عبد الحفيظ الشركة المغربية للتلغراف التي أسست سنة 1907 بإعادة تنظيم البريد، وقد تضمن هذا التنظيم مجموعة من النقط من بينها: تعويض البريد الراجل بالبريد بواسطة الخيالة، وإصدار طوابع بريدية، وجعل البريد يوميا وفي أوقات معلومة. وقد بدأ العمل بهذه المصلحة في فاتح مارس 1912 تحت اسم الإدارة الشريفة للبريد والتلغراف والتليفون. وقد تغير إسمها في سنة 1913 إلى المكتب الشريف للبريد والتلغراف والتليفون، بعد إندماج مصلحة البريد الفرنسية مع الإدارة الشريفة (البريد المخزني سابقاً)، وخلال سنة 1915 أقيم أول ربط تلغرافي بحري بين الدار البيضاء ومدينة بريست الفرنسية.

### مكاتب البريد المحلية
تأسست ما بين 1891 و 1906 مكاتب محلية خاصة بمبادرة من التجار لتأمين إرسال البريد بواسطة الرقاصة بين مختلف المدن المغربية، وقد عرفت هذه المكاتب الخاصة بين مدينة وأخرى باسم البريد المحلي. وقد إنتهى العمل بالبريد المحلي في عام 1911 عندما تم الإستغناء عنها بعد إنشاء المكاتب الشريفة للبريد المنظمة. وفيما يلي قائمة بخطوط البريد المحلي التي كانت معروفة آنذاك:
- مازاغان – مراكش
- طنجة – فاس
- موكادور – مراكش
- فاس – صفرو
- طنجة – أصيلة
- دمنات – مراكش
- القصر الكبير – وزان
- فاس – مكناس
- مازاغان – أزمور – مراكش
- موكادور – أغادير
- آسفي – مراكش
- طنجة – القصر الكبير
- طنجة – العرائش
- طنجة – تطوان
- تطوان – شفشاون
- تطوان – القصر الكبير

## مكاتب البريد الأجنبية في المغرب

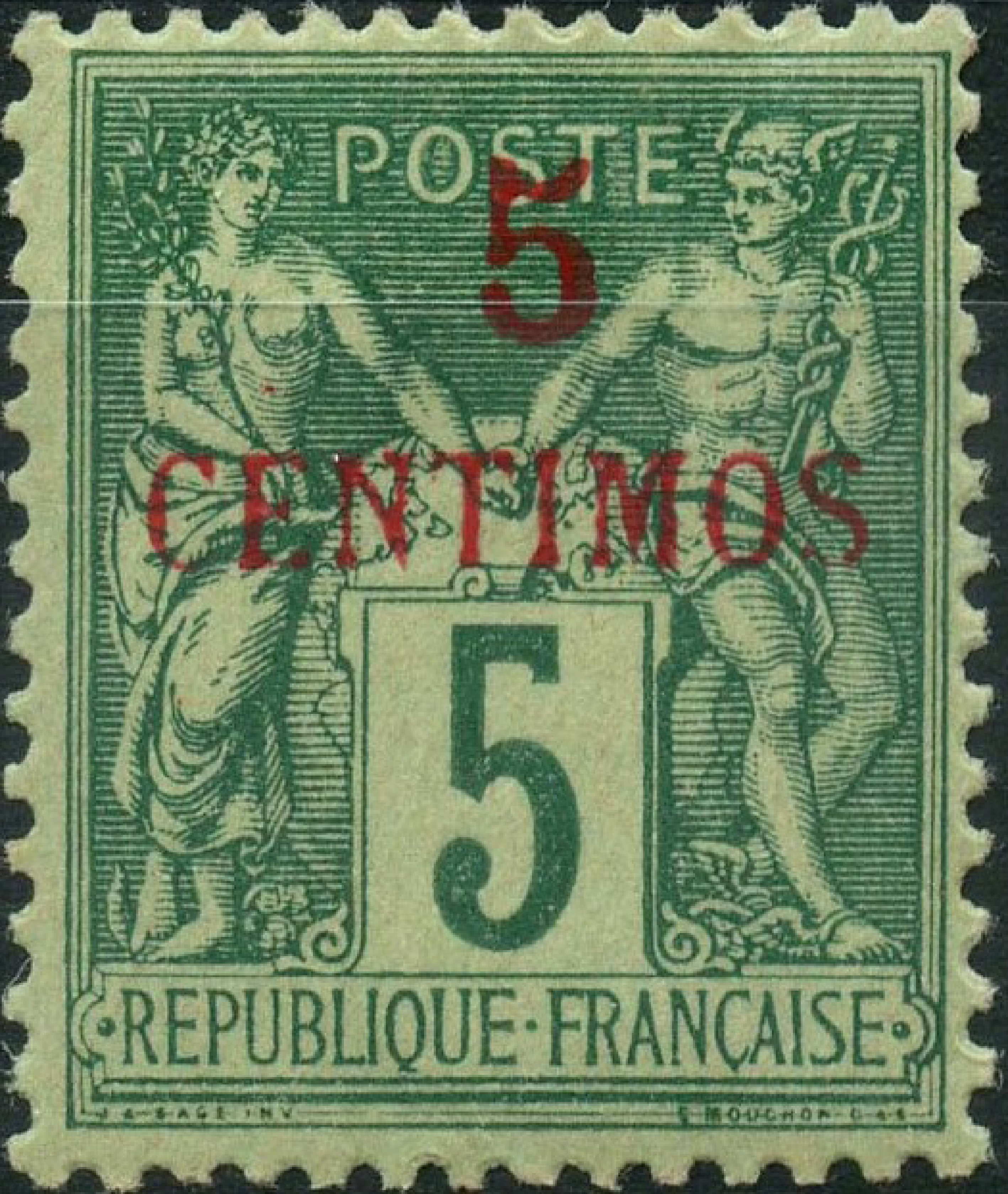
طابع بريدي يعود لسنة 1891 لمكتب البريد الفرنسي بالمغرب

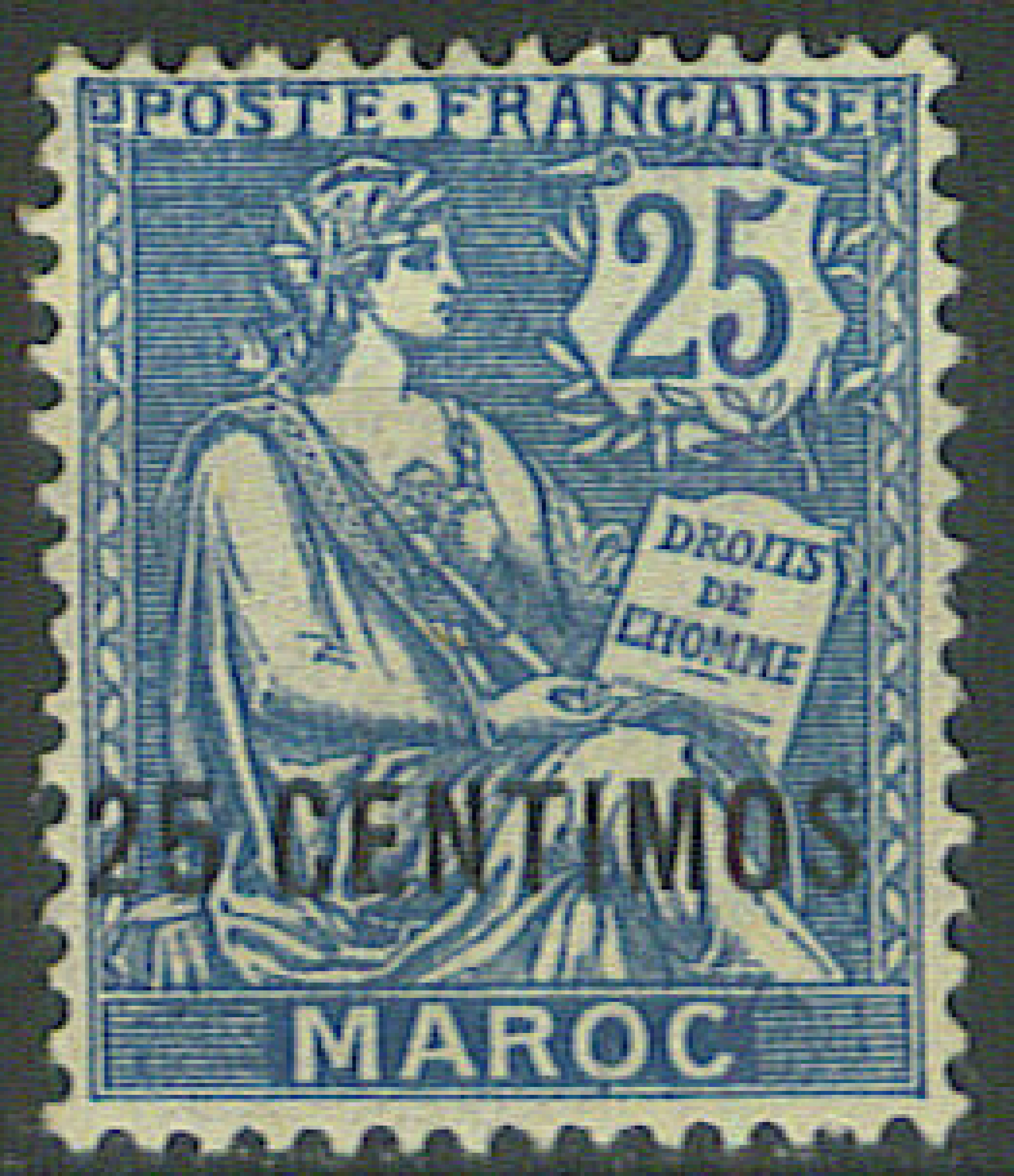
طابع بريدي يعود لسنة 1902 لمكتب البريد الفرنسي في المغرب.

### مكاتب البريد الفرنسية
في سنة 1891، فتحت مكاتب البريد الفرنسي بمدينة فاس العاصمة السياسية للمغرب آنذاك وكالة بريدية بفاس المدينة بزقاق رياض جحا بحي الديوان وكان يشرف عليها يهودي بمساعدة رقاص مغربي يحسن التكلم باللغة الفرنسية، وذلك لضمان نقل مراسلاتها الرسمية بين فاس وباقي المدن المغربية والتي تقام بها أنشطتها التجارية والإقتصادية، ثم بعد ذلك فتحت وكالة بريدية بحي الملاح في 16 أبريل 1899.
وقد إختص المكتب الفرنسي في القيام بعمليات البريد داخل المغرب وخارجه بالنسبة للمراسلات الرسمية للقنصلية، والرعايا الفرنسيين، والمراسلات التجارية لبعض الفاسيين الذين كانوا يتراسلون مع أوروبا، وقد كانت رحلات الرقاصة تنتظم في أيام معلومة وأوقات محددة، إذ كانت الرقاصة تنطلق أيام الجمعة والأحد والثلاثاء على الساعة الرابعة إلى طنجة، وفي نفس الأيام على الساعة التاسعة صباحا في إتجاه مكناس، غير أن توقيت الرحلة كان يتغير حسب أحوال الطقس والمرض وتعرض الرقاصة للنهب أو السرقة، وكانت تؤدى الحوالات البريدية بالفرنك وبيزيتا، وتقبل الرزم البريدية التي لا يتعدى وزنها 300 غرام، والرسائل التي تنقل بين فاس ومختلف مدن المغرب لا تؤدي سوى 10 سنتيم، وكل هذه التحولات التي عرفها البريد الفرنسي بفاس وغيرها من المدن المغربية كانت من أجل كسب الزبناء من التجار الفاسيين وغيرهم، ومنافسة المكاتب البريدية الأجنبية المتواجدة بالمدينة، وكانت لهذه المنافسة أبعاد سياسية للبحث عن المزيد من الإمتيازات داخل المغرب.

### مكاتب البريد الإسبانية
يعود تاريخ ظهور مكاتب البريد الإسبانية في المغرب إلى سنة 1865، وكانت بدايتها بالمناطق الشمالية نظرا لاهتمام اسبانيا بالمناطق الشمالية أكثر من المدن الداخلية، إذ كانت تشكل بالنسبة إليها محطة أطماعها الاستعمارية، وبها تتركز مصالحها الاقتصادية، فإسبانيا لم تحدث مكتبها البريدي بفاس إلا في سنة 1909 تحت إشراف موظف تابع لها، كما نظمت البريد بين فاس ومليلية مرورا عبر تازة، لكنها لم تستطع منافسة فرنسا نظرا لأن إسبانيا كانت لا تقبل غير العملة الإسبانية، ونظراً كذالك لإنعدام الأمن.

### مكاتب البريد البريطانية
سعت إنجلترا على الحصول على الامتيازات التجارية والاقتصادية داخل المغرب، واستخدمت في سبيل ذلك جميع الضغوطات، وقد عملت على فتح إدارة للبريد بفاس سنة 1892 والتي شكلت في البداية ملحقة للمكتب الإستعماري لجبل طارق، كما ألحقت مصلحة خاصة في سنة 1897 بين فاس ومكناس بالبريد الإنجليزي من طنجة إلى فاس ابتداء من سنة 1898 وقد استمرت هذه المصلحة في عملها ثلاث سنوات بعد، وفي سنة 1907 فتحت مكاتب بريدية للتوزيع بفاس المدينة والملاح، وقد كان البريد الإنجليزي ممثل بدوره من طرف القنصل البريطاني أو أحد العاملين بالقنصلية، لكن المصالح البريدية الإنجليزية لم تستطع منافسة بريد فرنسا.

### مكاتب البريد الألمانية
أنشأ الألمان سنة 1899 وكالة بريدية بفاس الملاح مقتفين في ذلك أثر الفرنسيين في كل شيء، لكن بأسعار أدنى لبعض المراسلات، مع التساهل في وزن الطرود، وكان يشرف على هذا البريد مستخدم من دار ريشيتر، والذي يقع في حي الصاغة قرب الديوان، ويمكن وضع البريد الفرنسي والألماني في نفس المرتبة متساويين، إذ كانا يتقاسمان زبناء فاس، وهذا دليل آخر على المنافسة الشرسة بين مكاتب البريد الفرنسية والألمانية، والتي تطورت إلى صراع دبلوماسي والقائم على من سيسيطر على المغرب.

### مكاتب البريد البرتغالية في المغرب
كانت مكاتب البريد البرتغالية منحصرة في المدن الشمالية مثل العرائش والجديدة والصويرة لكنها لم تستطع الاستمرارية بفعل المنافسة القوية لبريد فرنسا.

## المغرب تحت الهيمنة الأوروبية

### الحماية الفرنسية
ظهرت أول طوابع الحماية في 1 أغسطس 1914، وكانت مجرد الطوابع الموجودة مسبقًا مع إضافة ختم يحمل عبارة "حماية فرنسية". أما أول التصاميم الجديدة، فقد صدرت في عام 1917، وتألفت من 17 طابعًا بستة تصاميم، مقومة بالسنتيمات والفرنكات، ومُدرجة بعبارة "المغرب" باللغتين الفرنسية والعربية.

### الحماية الاسبانية
بعد إنشاء الحماية الإسبانية، تم إصدار طوابع إسبانية مختومة بعبارة "مراكش" في عام 1914، تلتها طوابع مختومة بعبارة "الحماية الإسبانية في المغرب" في عام 1915. وفي عام 1928، تم إصدار مجموعة من الطوابع العادية تحمل عبارة "منطقة الحماية الإسبانية في المغرب"، بينما حملت الإصدارات اللاحقة عبارة "المغرب/الحماية الإسبانية".
تم إصدار أول طوابع للمنطقة الجنوبية المسماة رأس جوبي في عام 1916، حيث تم ختم طوابع "ريو دي أورو" (الوادي الذهبي) بعبارة "رأس جوبي". لاحقًا، تم استخدام أختام على طوابع إسبانيا بين عامي 1919 و1929، ثم على طوابع المغرب الإسباني. ومنذ عام 1950، استخدمت رأس جوبي طوابع الصحراء الإسبانية.

### منطقة طنجة الدولية
كانت طنجة، كمنطقة دولية، تضم مكاتب بريد فرنسية استخدمت طوابع المغرب الفرنسي مع طباعة اسم المدينة عليها. كما حافظت إسبانيا على مكاتب بريدية في طنجة حيث أصدرت طوابع خاصة بها. أما مكاتب البريد البريطانية في طنجة فقد أصدرت طوابعها الخاصة في عام 1927. بينما كانت مكاتب البريد الألمانية في طنجة تعمل حتى عام 1919.

### منطقة إفني
بدأت إسبانيا في إصدار طوابع بريدية لإيفني، التي كانت آنذاك تحت الاحتلال الإسباني، في عام 1941، حيث قامت في البداية بطباعة طوابع إسبانية مع عبارة "تِرِيتُوريو دي إيفني" (إقليم إيفني)، ثم أصدرت تصاميم جديدة في عام 1943. تبع ذلك إصدار طوابع بمعدل حوالي عشر طوابع سنويًا، وكان آخر إصدار في 23 نوفمبر 1968. معظم هذه الطوابع متوفرة بشكل شائع وغالبًا ما يتم رؤيتها غير مستخدمة أكثر من كونها مستخدمة.

## بعد الاستقلال
بعد إعلان استقلال المغرب في 18 نونبر 1956 أعيد توحيد مصالح البريد والمواصلات السلكية واللاسلكية في عهد الملك محمد الخامس، وأصبحت تعمل هذه المصالح تحت اسم وزارة البريد والتلغراف والتليفون باستثناء الامتيازات التي كانت ممنوحة للشركتين المساهمتين طريس كبضو وتليفونيكا بشأن الخدمات الهاتفية في كل من منطقة الشمال ومنطقة طنجة، وقد تم استرجاع هذا الامتياز من طرف الدولة على التوالي في سنتي 1964 و 1969.
أوقفت جميع الإدارات المغربية منذ سنة 2008 استخدام التلكس الذي عوضته وسائل الاتصالات الحديثة، وقد بدأ الاستغناء عنه قبل ذلك تدريجيا من معظم الإدارات الحكومية، بدءا من سنة 1998، ومن ثم جرى نقله إلى متحف اتصالات المغرب، ويوجد في هذا المتحف أكثر من ألف قطعة من التحف، تضم ثماني تلغرافات، كل واحد منها مختلف عن الآخر ويعود إلى حقبة زمنية مختلفة، وتختلف كذلك طرق استعماله. بالإضافة إلى التلغراف يوجد في المتحف أزيد من 30 هاتفا، من ضمنها آلات ضخمة كانت تستعمل في الاتصالات، وهي «البدّالة اليدوية» و«البدّالة الأوتوماتيكية الميكانيكية» و«البدّالة الرقمية».
في عام 2012، بمناسبة مئوية الطابع البريدي المغربي، أحدث بريد المغرب تحولًا في تاريخ الطوابعية بإطلاق أولى الطوابع البريدية الصوتية، مما جعل المغرب أول دولة عربية وأفريقية، والثالثة على مستوى العالم، التي تقدم طوابع صوتية بعد الصين وهولندا. وتشمل الطوابع الصوتية الصادرة طابعًا يحمل النشيد الوطني ويمكن الاستماع إليه عبر الهاتف الذكي أو الماسح الضوئي الصوتي، وطابعًا آخر يحمل عملًا للفنان حسن الكلاوي ويبث صوت التبوريدة.

## وصلات خارجية
- AskPhil – معجم جمع الطوابع حيث
- موسوعة السلطات البريدية